# Messier 35
Messier 35 (também conhecido como M35 ou NGC 2168) é um aglomerado aberto localizado na constelação de Gêmeos. Foi descoberto por Philippe Loys de Chéseaux em 1745 e independentemente redescoberto por John Bevis antes de 1750.
M35 está a uma distância de cerca de 2800 anos-luz da Terra e tem um diâmetro de cerca de 24 anos-luz. O aglomerado tem uma idade entre 95 e 110 milhões de anos e contém algumas estrelas que já abandonaram a seqüência principal.

## Descoberta e visualização
A descoberta do aglomerado aberto é geralmente creditada ao astrônomo suíço-francês Jean-Philippe de Chéseaux em 1745 ou 1746. Também estava presente na Uranographia Britannica, de John Bevis, publicada em 1750. É possível que Bevis tenha descoberto objeto antes de de Chéseaux, mas não há registros comprovatórios. Charles Messier, que o catalogou em 30 de agosto de 1764, creditou a descoberta do aglomerado a Bevis.
Pode ser visualizado mesmo a olho nu em um céu noturno com boas condições. Um binóculo pode observar as estrelas mais brilhantes do aglomerado e telescópios amadores de baixa magnificação são os melhores instrumentos ópticos para a sua observação.

## Características

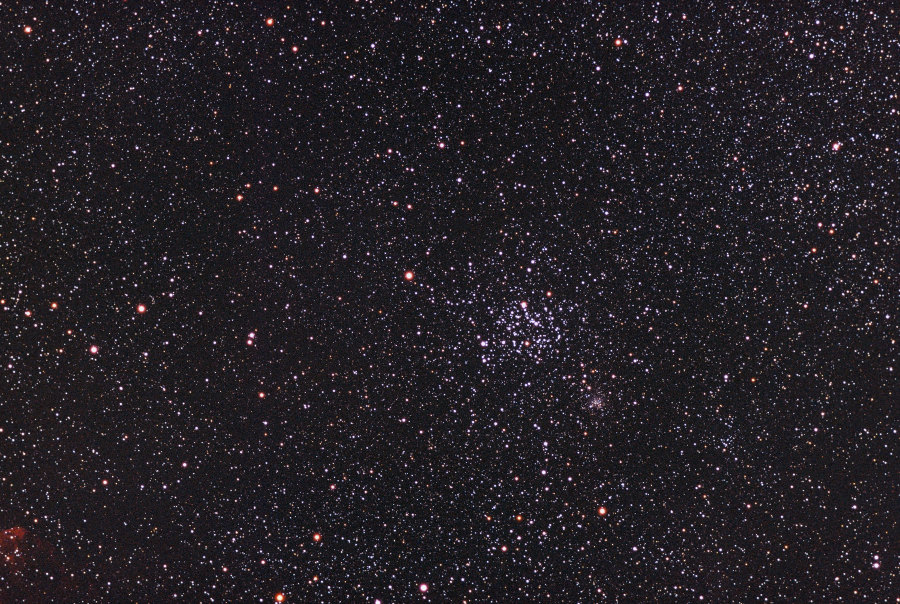
Messier 35, Oliver Stein

O aglomerado aberto contém centenas de estrelas espalhadas em uma área da esfera celeste de 30 minutos de grau de diâmetro, equivalente ao diâmetro aparente da Lua Cheia. Kyle M. Cudworth contou, em 1971, 513 estrelas pertencentes ao aglomerado. A uma distância de 2 800 anos-luz, sua extensão aparente corresponde a uma extensão linear de 24 anos-luz. Sua densidade estelar em seu núcleo é de 6,21 estrelas por parsec cúbico. Tem cerca de 100 milhões de anos de idade, uma idade intermediária para aglomerados abertos, evidenciado pela presença de algumas estrelas pós-sequência principal (incluindo várias estrelas gigantes amarelas e vermelhas, de classes espectrais G a K). Suas estrelas mais quentes da sequência principal pertencem à classe espectral B3.
É classificada como um aglomerado aberto tipo III,3,r, segundo a classificação de aglomerados abertos de Robert Julius Trumpler, onde a classe I refere-se aos aglomerados mais densos e a classe IV aos menos densos; a classe 1 aos aglomerados com pouca diferença de brilho entre seus componentes e a classe 3 aos que tem grande diferença de brilho; e a classe p aos aglomerados pobres em estrelas, m para aglomerados com a quantidade de estrelas dentro da média e r para os ricos em estrelas. Está se aproximando radialmente da Terra a uma velocidade de 5 km/s.

## Galeria

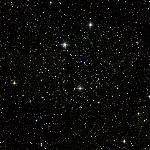
Messier 35, projeto 2MASS
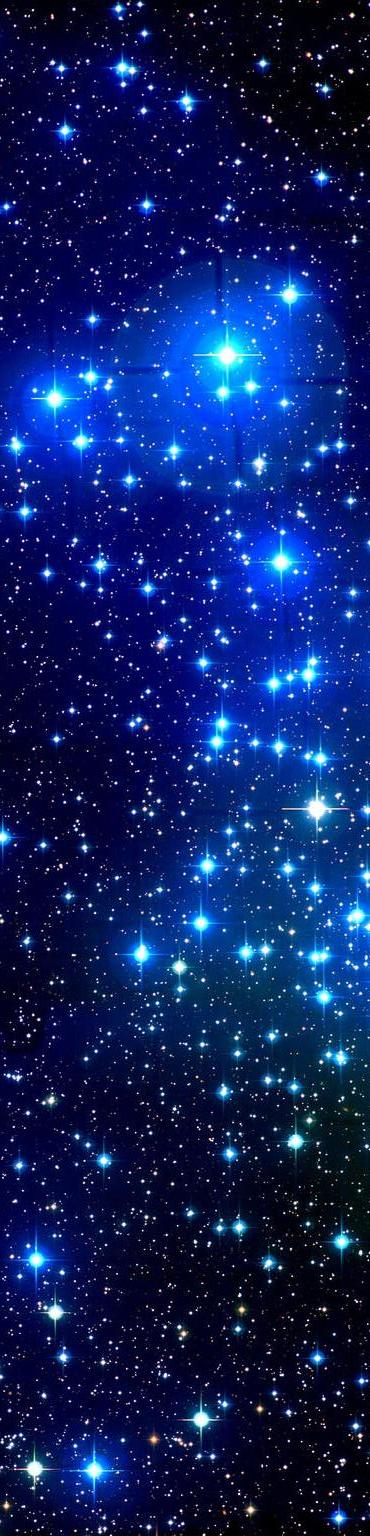
Detalhe de Messier 35